# Forbáth Imre (költő)
Forbáth Imre, született Fuchs (Böhönye, 1898. november 17. – Teplice, 1967. május 16.) költő, író, újságíró, orvos, a csehszlovákiai magyar irodalom kimagasló alakja.

## Élete
Fuchs Imreként látta a napvilágot 1898. november 17.-én Böhönyén. Büszkeséggel szokta emlegetni, hogy az egyik legnagyobb magyar költő, Berzsenyi Dániel szűkebb pátriájának, Somogy vármegyének szülötte. Szülei Szlovákiából származtak, oda költöztek vissza a század legelején, 1902-ben, mikor még négyéves volt.
Apja, Fuchs Ignác (1858-1921) agronómus, azaz gazdatiszt volt bárói, illetve grófi uradalmakban. A böhönyei gróf Festetics Pál birtokán szolgált egy darabig, de mint nyugtalan vérű, s szolgai szellemet önmaga és mások felett nehezen tűrő ember, helyeit igen gyakran váltogatta. Vad temperamentummal igencsak rendelkezett. Springer báró udvarában is szolgált, de a báró eltanácsolta, így Nyitrán kapott munkalehetőséget a helyi Cukorgyárban, ahol kishivatalnokként dolgozott, egészen 1921-ig, ugyanis melankóliába belehalt, így családját a szegénységbe hagyta.
Édesanyja Roth Matild (1879-1935) a háztartást tartotta figyelembe, és kosztosokat tartott.
Imre egyetlen testvére, Fuchs Alfréd (1896-1965) technikus volt, aki a trencséni gyalogezredben szolgált az első háborúban, 1916-ban, az érettségi megszerzése után, átszökött az oroszokhoz, a forradalom utáni háborúkban, a vörös hadseregben fegyvermesterként szolgált. 1921-ben tért vissza, de sajnos külföldi országokban vállalt fizikai munkát, végül kivándorolt Dél-Afrikába 1927-ben, ahol bányamunkásként, fotográfusként, és reklámrajzolóként dolgozott. Alfred Fox néven élt. Élete végéig egy iparművészeti iskolában festő és grafikus tanárként kereste mindennapi kenyerét.
Imre kisgyermekkorától ifjúkoráig Nyitrán élt. Bucsányban és Pozsonyban járt iskolában. 1916 és 1918 között katonaként került be a nyitrai ezredbe.  Antimilitarizmusa miatt üldözték, nem léptették elő soha. A frontról súlyos betegen tért vissza. Megsebesülésének élménye, az öldöklés, a mérhetetlen szenvedés látványa később kibontakozott költészetében, az iszony fantáziájának kimeríthetetlen forrása lett, s még a múlt, a gyermekkor emlékeinek idilli világát is rémlátomásokká változtatta: Mikor a néma beszélni kezd című művében meg is említi részletesen.
"Újra gyermek lettem ott lenn szép Somogyban
     De gyermekségem egén véres volt a hold,
     Mint bajtársaim melle, mint felszúrt egy szurony
     A fákon, Böhönye almafáin nem almák csüngtek
     De kiszakított, tekergő kék emberbelek,
     Álkapocs nélküli, vörös, fogatlan szájába láttam
     A tájnak, melynek fölgyújtották gyenge füveit."
Az első világháborúból kórházban került, ahonnan meggyógyulása után a forradalom vajúdásában égő Budapestre ment, s aktív részese lett a munkásság harcainak és a szellemi élet vitáinak. 1918-ban Budapestre ment, ahol megtalálta a kapcsolatot a forradalmi körökkel, többek között Kassák Lajossal, ahol közösen lakást vettek ki a Visegrádi út 15. szám alatt a 13. kerületben. Itt zajlottak le a párt első nyilvános gyűlései. Ő maga is a művészet forradalmasításának híve lett, s verseit a Ma és az Akasztott ember című folyóiratban jelentette meg. Utcai agitátorként dolgozott, nyilvános vitákban szerepelt.
1918-ban előadást tartott a Galilei Körben. A kommün alatt Budán élt, ahol a diákmozgalomban aktív szerepvállalásokban részt vett. De a Tanácsköztársaság bukása alatt elmenekült Szlovákiába, majd Prágában folytatta egyetemi tanulmányait. Ott is a kommunista magyar csoport tagja volt, s 1921-től az akkor megalakult Csehszlovák Kommunista Pártnak. Mint költő, mindenütt kereste a modern művészek társaságát, így a magyarországi és a bécsi avantgardisták után megismerkedett a weimari köztársaság baloldali művészköreivel is. Bécsben is megfordult, ahol szoros kapcsolatot ápolt az emigrált magyar művészekkel és költőkkel.  Az 1918–1919-es magyarországi forradalmak idején a főváros fiataljai között a KMP tagjaként folytatott szervező- és propagandamunkát, amiért később emigrálni kényszerült. Az emigrációban 1921–1923 közt munkatársa volt a Tűz című hetilapnak. Megjelent első önálló verseskötete, amit a Ma kiadásában jelent meg 1922-ben, de ez a kötet sokak szerint szörnyű sajtóhibákkal lett felhalmozódva. 1923-ban megjelent második verseskötete, a Vándordal, de ezúttal nyugodtabb versekkel gazdagodott. Mivelhogy az elsőben értelmetlen gondolatok zajlottak. Számtalan előadást tartott, munkatársa volt különböző lapoknak, folyóiratoknak, könyvei jelentek meg, szerkesztője és kiadója volt egy kommunista ifjúsági lapnak. Sokszor szerepeltek együtt Spitzer Ferenccel, modern versek akkori szavalójával. 1922-ben a MA folyóirat 5/6, 32 S. számában szerepelt Földerengés című avantgárd verse.
A Lenin- Liebknecht-Luxemburg emlékünnepélyen 1924-ben a Smetana-teremben is ő szavalta Emlékezzünk halottainkról című költeményét. Prágában kapcsolatot talált haladó német körökhöz is: szoros barátság fűzött többek között Egon Ervin Kischez és Rudolf Fuchshoz, Bezruc fordítójához. Imrére nagy hatással volt gyakorolva a szláv kultúra. Megismerte az évszázados hagyományokat, s elbűvölte az első világháború utáni évek gyors kibontakozása a cseh és szlovák élet minden területén.  
Prágában 1922–1927 közt orvosi tanulmányokat folytatott, 1927-től fogorvos Szlovákiában, 1932-től a bányászok orvosa Moravská Ostravában. Tanulmányai elvégzése után dolgozott az élettan-kémiai intézetben is. Míg végül, Prágában 1927-ben fogorvosként szolgált Csehszlovákiában. Klinikán dolgozott, majd vidéken, mint háziorvos. 1932-től a bányászok orvosaként dolgozott Moravská Ostravában. A munkás-és bányavárosban otthon érezte magát, híres kultúrklubot hozott létre, mely tribünje lett számos nemes művésznek, többek között Skoda, Kurs, L.Svoboda, Schulhoff, és sokan mások. Részt vett akciókban, mint például az amszterdami kongresszus előkészítése, emigránssegély, szovjetbarátok mozgalma szervezése stb.
Kapcsolatba került a szlovákiai avantgárd művészekkel, 1936–1938 közt a Magyar Nap című lap munkatársa lett, 1938-ban ő is felszólalt az antifasiszta írók párizsi konferenciáján.1938-tól már nem írt több verset.
1939-ben kivándorolt Angliába. Birmingham volt utolsó lakhelye, többi sorstársával együtt. Az emigránsok orvosa volt, azután iskolaorvos a londoni, illetve 1944 őszétől pedig a helyi megyei tanács szolgálatában. Angolul gyorsan megtanult és folyékonyan beszélt. Önkéntes tagja volt a PEN-nek, a Londonban élő magyarok kedvelt otthona volt a kommunisták által vezetett Londoni Magyar Klub. A Londoni Magyar Klub adta ki 1942-ben Panasz és remény címmel néhány versét.
1945-ben tért vissza Moravska Ostravába feleségével és fiúgyermekével. 1949–1951 közt külügyi szolgálatban volt, a koncepciós perek idején elbocsátották, ezután haláláig Teplicén fürdőorvosi szolgálatot teljesített. 1949 és 1951 közt külügyi szolgálatban volt, a koncepciós perek idején elbocsátották, ezután Teplicén fürdőorvosi szolgálatot teljesített, s ez időtől csak a munkájának élt. Forbáth Fábry Zoltánnal is újból kapcsolatot létesített, s levelezésük – és barátságuk – immár a költő haláláig folyamatos maradt. Ezekben az években több ízben is felvetődött benne és barátaiban, jóakaróiban a gondolat, hogy költözzék Budapestre vagy Pozsonyba. Utóbbi helyen több alkalommal állást is kínáltak neki, de végül sohasem tudta rászánni magát a döntő lépésre.1957- ben Forbáth Imrét felvették a Szlovákiai Írók Szövetségébe. 1965-ben elment a kassai Batsányi Kör Batsányi János emlékünnepségére, ahol több évtizedes levelező barátság után először találkozott személyesen Fábry Zoltánnal, s ahol újból kezet foghatott Illyés Gyulával is. 1966-ban egy angliai meghívásnak tett eleget, és részt vett a budapesti európai nemzetközi költőtalálkozón is, ahol Indignatio facit versum címmel tartotta meg felszólalását. 1967-ben a budapesti Magvető Könyvkiadó A csodaváró címmel jelentette meg válogatott verseit Varga Rózsa összeállításában és előszavával, Bálint Endre illusztrációival. A kötet megjelenését azonban már nem érhette meg. 1967. május 16-án hunyt el Teplicén. 1973-ban felmerült egy róla készítendő életrajzi diafilm ötlete (ennek Csanda Sándor el is készítette a tervezetét), valamint hogy kapjon valahol egy emléktáblát is (Nyitrán, Ostraván vagy Teplicén), amiből azonban nem lett semmi. 1978-ban, születésének nyolcvanadik évfordulója alkalmából a pozsonyi Madách Könyvkiadó a Csehszlovákiai Magyar Írók sorozatában új kiadásban jelentette meg Varga Rózsa 1967- es válogatását, A csodavárót.
Emlékezete
Forbáth Imre-Díj
A díjat 2003-ban a Szlovákiai Magyar Írók Társasága (SZMÍT) alapította, újította fel. Korábban a Szlovákiai Írószervezetek Társulása (AOSS) adományozta, s az AOSS díja nevet viselte, de a szervezet ellehetetlenülése folytán mind az átadása, mind a vele járó anyagi elismerés akadozott. 2003-ban az SZMÍT nevet adott neki, s létrehozta alapszabályát; a díj Forbáth Imrét ábrázoló emlékplakettel (Nagy János szobrászművész alkotása), díszoklevéllel és pénzjutalommal jár. Kizárólag költői teljesítmény értékelhető vele: 2016-ig az előző év legjobbnak ítélt verseskötete kapta. A díjazottról az SZMÍT választmánya szavazással dönt. A díjat egy ideig a Talamon-díjjal együtt adták át, újabban ismét az AOSS többi díjával együtt adják át Pozsonyban. – Forbáth-díjas szerzők és könyvek: Hodossy Gyula: Minden addig (2022); Balázs F. Attila (2021, ?); Z. Németh István: Csipetnyi fény (2020); Juhász Katalin: Nyeretlen (2019); Barak László : Én nem menni lakni külföld (2018); Tőzsér Árpád: Imágók (2016); Vida Gergely: Demóverzió (2015); Fellinger Károly: Alázat (2014); Tőzsér Árpád: Fél nóta (2013); Juhász R. József: Urban mémoire (2012); Csehy Zoltán: Homokvihar (2011); Polgár Anikó: régésznő körömcipőben (2010); Juhász R. József: Szedd szét! (2009); Németh Zoltán: Állati nyelvek, állati versek (2008); Vida Gergely: Rokokó karaoke (2007); Kulcsár Ferenc: Bálám szamara (2006); Bettes István: Bettes Uhr (2005); Tóth László: Átváltozás (2004); Barak László: És ha mégis ringyó? (2003).
Szülőháza a mai napig megtalálható Böhönyén, a Bethlen Gábor utca 41. szám alatt. Egy emléktábla őrzi, melyet 1968. november 17.-én avattak fel 70. születésnapján az akkori Böhönye Község Tanácsa. Utcanevet neveztek róla.

## Művei
Verseinek fő esztétikai minősége az abszurd és a groteszk. Mint költő, a magyar irodalom közvetlen eleven áramától többnyire elszigetelten élt, munkássága javával azonban magányossága és elszigeteltsége ellenére beletartozik a magyar irodalom egyetemességébe. Magányos, külön alkat volt kisebb közösségén, a csehszlovákiai magyar irodalom körén belül is. Költészetében a társadalom kivetettjeinek lázadó érzéseit, a háborúk elleni szenvedélyes tiltakozást szólaltatja meg. Korai versein az avantgardista irányzat formalazító hatása érződik. Költészetének kialakulására a modern cseh és német szocialista irodalom is nagy hatással volt. 

### Vers
- Versek; Ma, Wien, 1922
- Vándordal (1923)
- Favágók (1930)
- Panasz és remény; Hungarian Club, London, 1942
- Mikor a néma beszélni kezd. Költemények. Válogatás; bev. Fábry Zoltán; Szlovákiai Szépirodalmi Kiadó, Bratislava, 1958
- A csodaváró. Válogatott versek; Magvető, Bp., 1967

### Próza
- Eszmék és arcok. Cikkek és tanulmányok 1.; utószó Csanda Sándor; Tatran, Bratislava, 1966
- Forbáth Imre összegyűjtött írásai; összegyűjt., sajtó alá rend., jegyz. Varga Rózsa, előszó Duba Gyula; Madách, Bratislava 1989-
- Bábel tornyában liftboy (válogatott művek); Szlovákiai Magyar Írók Társasága, Dunaszerdahely, 2017